# Vizcondado de Rocabertí

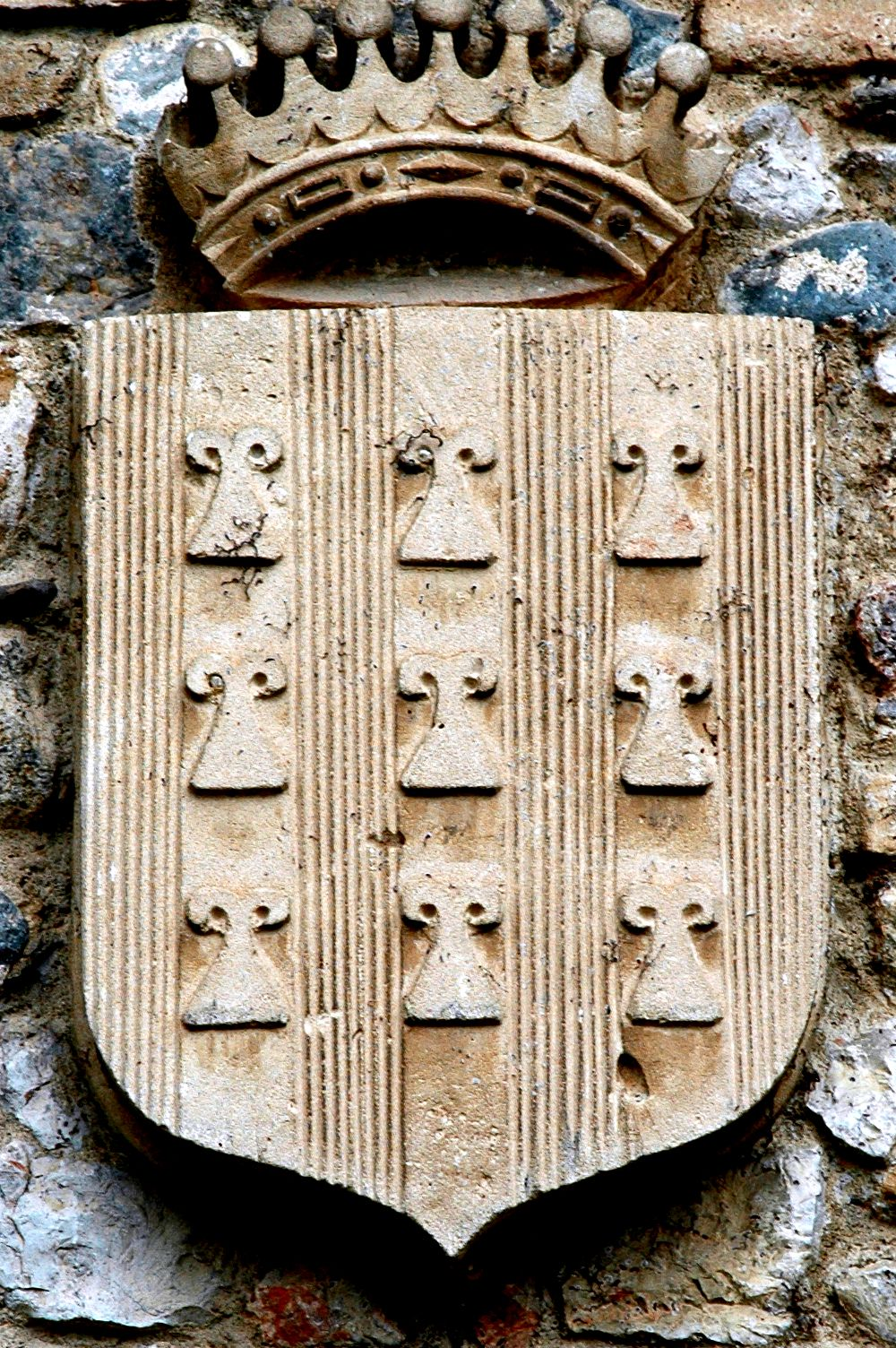
Escudo de los Rocabertí en el castillo de Peralada, ya con la corona condal.

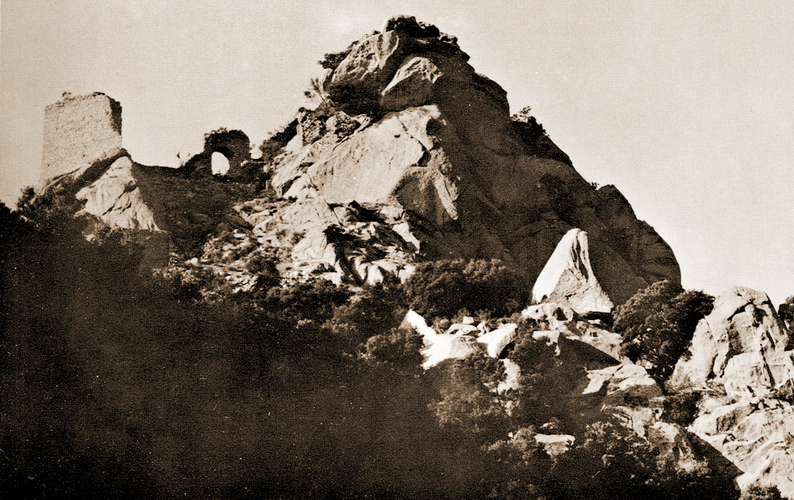
Ruinas del Castillo de Rocabertí.

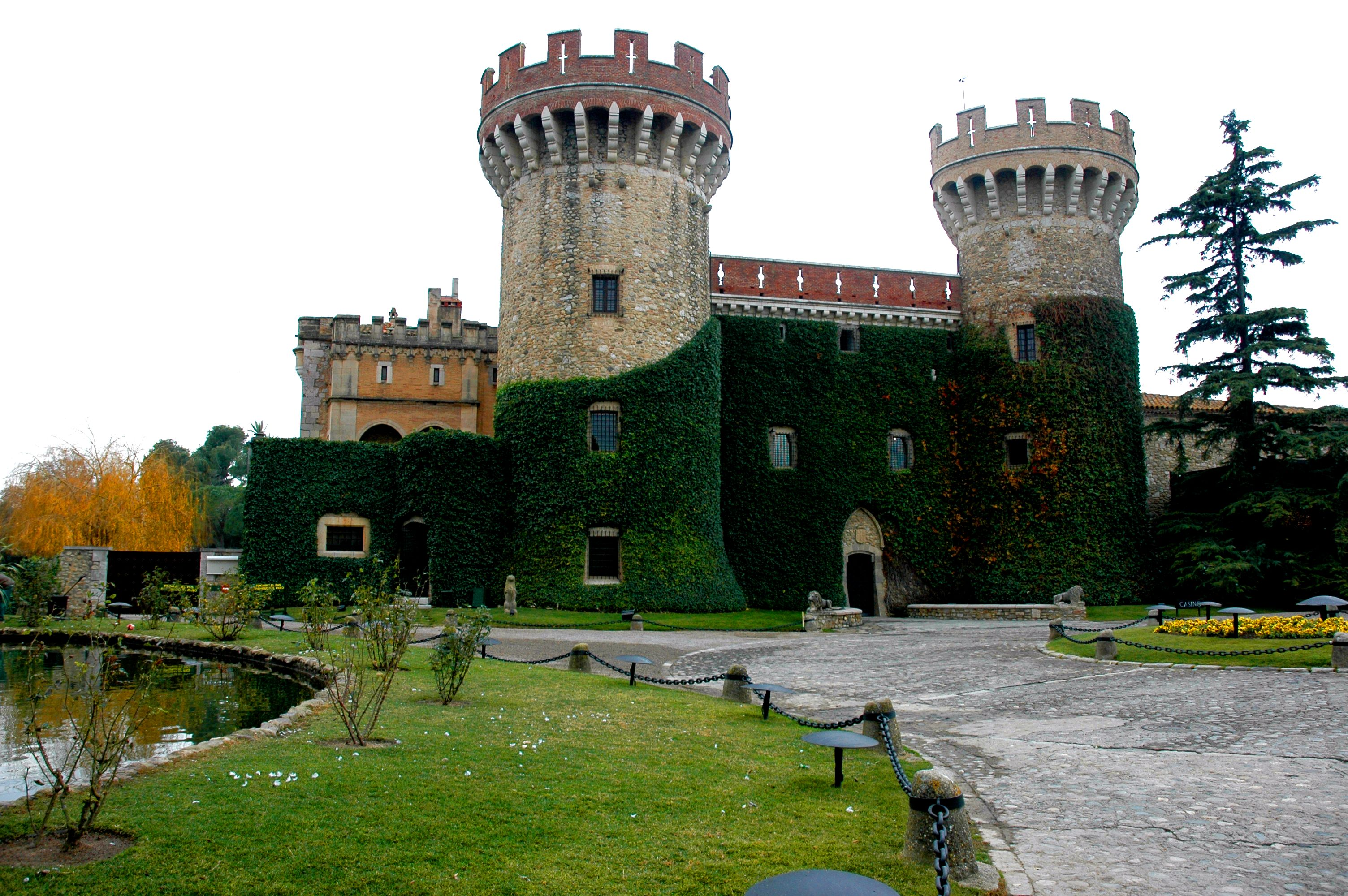
Castillo de Peralada.

El Vizcondado de Rocabertí es un título nobiliario otorgado en el año 842 por el Emperador Carlomagno a favor de Hugo de Rocabertí, Señor del Castillo de Rocabertí. El título fue confirmado en 1463 por el rey Juan II de Aragón a Pedro de Rocabertí. El actual titular, desde 1975, es Pedro de Montaner Cerdá, conde de Perelada y grande de España.
En la actualidad, el Vizcondado de Rocabertí es un título nobiliario, pero en la Edad Media fue también una jurisdicción feudal catalana vinculada al linaje de los Rocabertí, que se extendía por la Sierra de la Albera occidental y por el noroeste del Alto Ampurdán. Su centro fue, inicialmente, el Castillo de Rocabertí (la Junquera, Alto Ampurdán) y, desde mediados del siglo XIII, la villa de Perelada.
Este Vizcondado fue el sucesor, en parte, del antiguo Vizcondado de Perelada, que los Rocabertí, ya desde finales del siglo X (Dalmau I, hacia el año 971), empezaron a denominar Vizcondado de Rocabertí; cambio indicativo del proceso de patrimonialización de las funciones de vizconde que se dio con el desarrollo del feudalismo.
Sin embargo, los dominios de los Rocabertí no comprendían toda la superficie del antiguo pagus de Perelada del Condado de Ampurias y, por otro lado, extendieron sus dominos por otras tierras del Condado de Besalú, controlado por el  conde de Barcelona desde el año 1111. La relación de los vizcondes de Rocabertí con estos dos grandes señores fue ambivalente hasta bien entrado el siglo XIII, cuando el poder real se reforzó en el Alto Ampurdán y los Rocabertí se aproximaron a la Corona, a la que sirvieron en diversas e importantes ocasiones.
Ya en la época moderna, este linaje fue distinguido con los títulos de conde de Perelada (1588) y marqués de Anglesola (1672), y se mantuvo en la posesión del Vizcondado de Rocabertí hasta la extinción de la línea troncal en 1672. En ese momento, el Vizcondado pasó a los linajes de Rocafull, condes de Albatera, que obtuvieron la Grandeza de España en 1703; posteriormente a los Boixadors, condes de Zavellá (1672) y, más tarde, a los Dameto, marqueses de Bellpuig (1862). Todos ellos utilizaron el apellido Rocabertí en primer lugar. Extintos también estos últimos (1899), el título pasó a los Sureda, a los Fortuny (1912) y, finalmente, a los Montaner (1973), todos ellos mallorquines.

## Lista de los vizcondes de Rocabertí
Lista de los vizcondes de Rocabertí:
Rocabertí (1.er. linaje):
- Hugo de Rocabertí (842-? )
- Dalmau I de Rocabertí (a. 971-d. 985), vizconde de Perelada
- Dalmau II de Rocabertí (d. 985-d. 1017), vizconde de Perelada
- Guillermo I de Rocabertí (d. 1017-d.1058)
- Ramón Guilletmo I de Rocabertí (d. 1058-hacia 1090), vizconde de Perelada y vizconde de Verges.
- Arsenda de Rocabertí (hacia 1090-hacia 1110) = Berenguer de Ampurias (o Berenguer Renard de Quermançó)

Rocabertí (2.º linaje):
- Dalmau (III) de Rocabertí [o de Carmençó] (hacia 1110-a. 1131), vizconde de Perelada, hijo de Berenguer de Ampurias y de Arsenda de Rocabertí
- Berenguer Renard de Perelada (a. 1131-a. 1132)
- Gausbert de Perelada (a. 1132-hacia 1138)
- Jofre (I) de Rocabertí (hacia 1138-1166)
- Dalmau (IV) de Rocabertí (1166-1181)
- Jofre (II) de Rocabertí (1181-1212)
- Dalmau (V) de Rocabertí (1212-1229)
- Hugo Jofre (I) de Rocabertí (1229-1250) [regente]
- Jofre (III) de Rocabertí (1229/1250-1282)
- Dalmau (VI) de Rocabertí y de Palau (1282-1304)
- Jofre (IV) de Rocabertí y Desfar (1304-1309)
- Dalmau (VII) de Rocabertí y de Urgel (1309-1324)
- Jofre (V) de Rocabertí y de Serrallonga (1324-1342)
- Felipe Dalmau (I) de Rocabertí y de Montcada (1342-1392)
- Jofre (VI) de Rocabertí y de Fenollet (1392-1403)
- Dalmau (VIII) de Rocabertí y Ferrandis de Híjar (1403-1454)
- Jofre (VII) de Rocabertí y de Montcada (1454-1479)
- Felipe Dalmau (II) de Rocabertí y de Castre-Pinós (1479-1512)
- Martín Onofre (I) de Rocabertí y de Rocabertí (1512-1567)
- Francisco Dalmau I de Rocabertí y de Sarriera (1567-1592)
- Francisco Jofre I de Rocabertí y de Pacs (1592-1634), I conde de Perelada en 1599.

1. Casó con Magdalena de Safortesa.

Le sucedió su hijo:
- Ramón Dalmau I de Rocabertí y de Safortesa (1644-1663), II conde de Perelada, I marqués de Anglesola en 1645.

Le sucedió su hermano:
- Francisco Dalmau II de Rocabertí y de Safortesa (1634-1664), III conde de Perelada, II marqués de Anglesola

1. Casó con Teresa de Boixadors.
2. Casó con Ana de Lanuza. Del primer matrimonio tuvo una hija, Magdalena de Rocabertí, fallecida sin descendientes.

Le sucedió su hermano:
- Martín Jofre I de Rocabertí y de Safortesa (1663-1671), IV conde de Perelada, III marqués de Anglesola.

Le sucedió su hermana:
- Elisenda I de Rocabertí y de Safortesa (1671-d 1672), V condesa de Perelada, IV marquesa de Anglesola.

1. Casó con Ramón de Rocafull-Puixmarín, II conde de Albatera.

Le sucedió su hijo:
Rocabertí-Rocafull:
- Guillén Manuel de Rocafull-Puixmarín y de Rocabertí (d. 1672-1728), grande de España en 1703, VI conde de Perelada, V marqués de Anglesola, III conde de Albatera, conde de Santa María de Formiguera.

1. Casó con María Antonia Jiménez de Urrea (también conocida como María Antonia Fernández de Heredia) marquesa de Vilueña

Le sucedió el hijo de Esclaramunda de Rocabertí, hermana de Elisenda que se había casado con Juan de Boixadors III conde de Zavellá por tanto su primo carnal:
Rocabertí-Boixadors:
- Juan Antonio de Boixadors Pacs y de Pinós (1728-1745), VII conde de Perelada, VI marqués de Anglesola, IV conde de Zavellá

1. Casó con Dionísia Sureda de Sant Martí.

Le sucedió su hijo:
- Bernat Antoni de Boixadors y Sureda de Sant Martí (1745-1755), VIII conde de Perelada, VII marqués de Anglesola

1. Casó con Cecila Faustina de Chaves.

Le sucedió su hijo:
- Fernando Felipe Basilio de Rocabertí-Boixadors y Chaves (1755-1805), IX conde de Perelada, VIII marqués de Anglesola.

1. Casó con Teresa de Palafox. Sin descendientes.

Le sucedió una biznieta del octavo conde de Perelada, prima hermana del noveno conde:
- Juana de Rocabertí-Boixadors y Cotoner (1805-1862), X condesa de Perelada, IX marquesa de Anglesola.

1. Casó con Antonio María Dameto y Crespí de Valldaura, marqués de Bellpuig.

Le sucedió su hijo:
Rocabertí-Boixadors-Dameto:
- Francisco Javier de Rocabertí-Boixadors Dameto y de Boixadors (1863-1875), XI conde de Perelada, XI marqués de Bellpuig.

Le sucedió su hijo:
- Tomás de Rocabertí-Boixadors Dameto y de Verí (1875-1898), XII conde de Perelada.

Le sucedió su hermana:
- Juana-Adelaida de Rocabertí-Boixadors Dameto y de Verí (1898-1899), XIII condesa de Perelada, XIII marquesa de Bellpuig.

1. Casó con Ramón de Despuig y de Fortuny, conde de Montenegro,  conde de Montoro.

Le sucedió su sobrino biznieto:
Sureda:
- Juan Miguel de Sureda y de Verí (1850-1912), XIV conde de Perelada, VI marqués de Vivot, VIII conde de Zavellá.

Le sucedió su hija:
- Bárbara de Sureda y de Fortuny (1912-1972), VII marquesa de Vivot.

Le sucedió su sobrino nieto:
Montaner:
- Pedro de Montaner y Cerdá (Desde 1973), XVII conde de Perelada (desde 1982).